# Berner Oberland

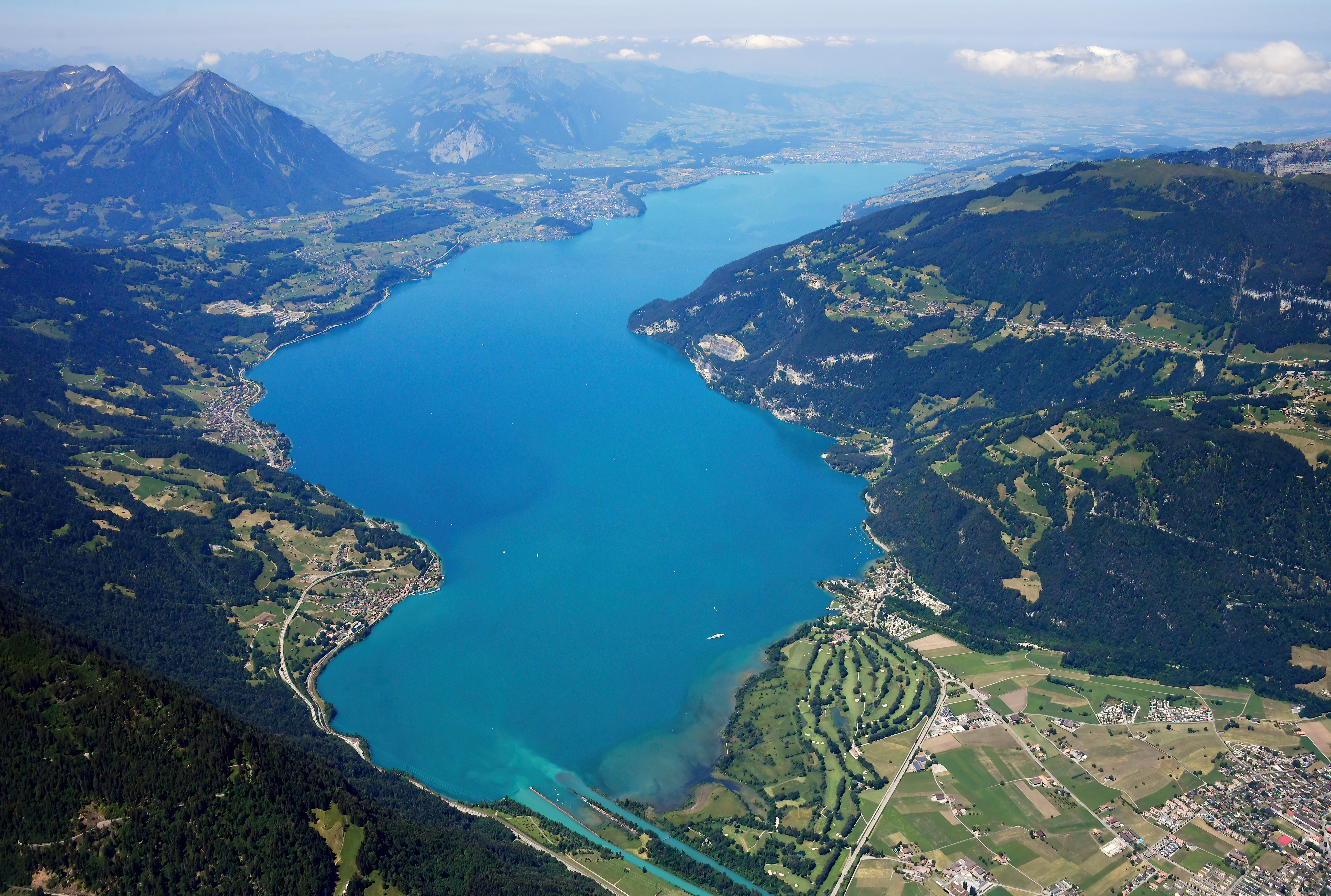
Meer van Thun

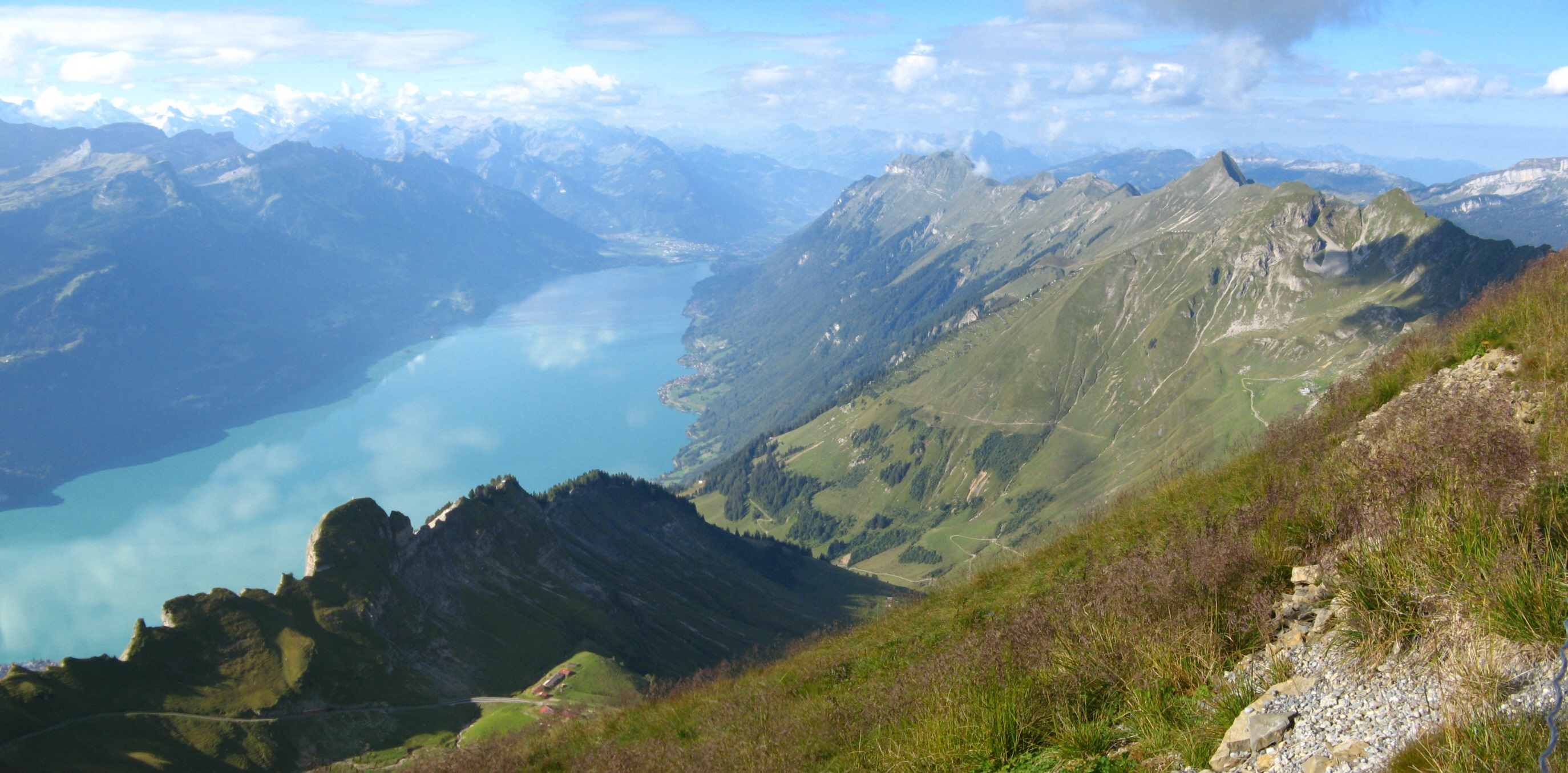
Uitzicht vanaf de Brienzer Rothorn op het Meer van Brienz en Interlaken

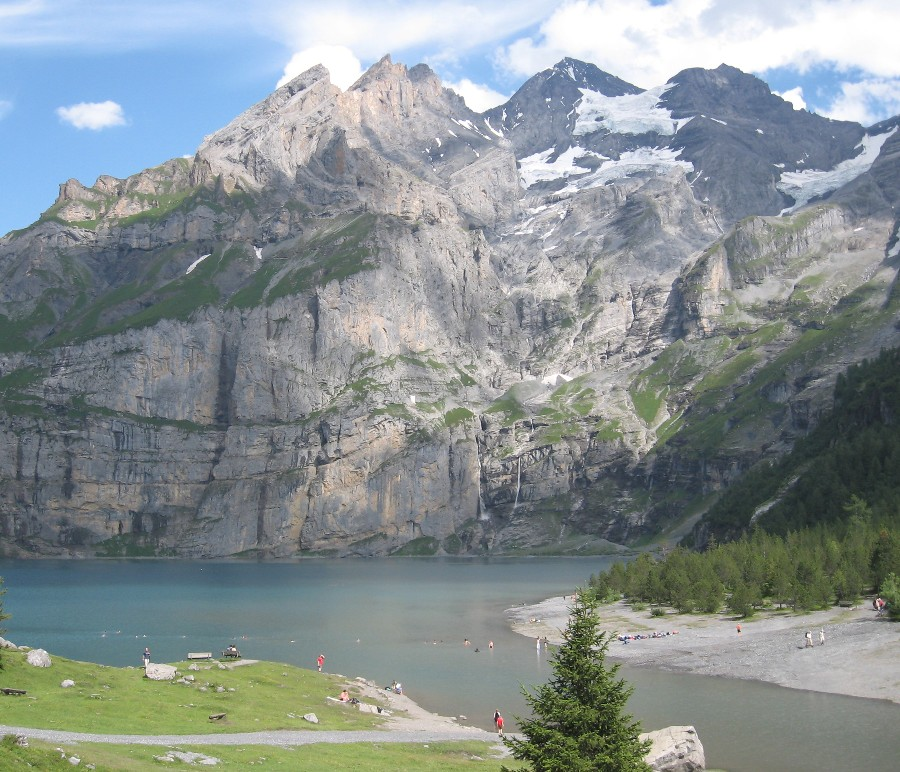
Oeschinenmeer en een deel van de Blümlisalpgroep met van links naar rechts Blümlisalp Rothorn, Wyssi Frau, Blümlisalphorn en Oeschinenhorn

Het Berner Oberland is een aanduiding voor de alpine gebieden van het kanton Bern in Zwitserland. Het omvat de regio's van het Thuner- en Brienzersee en de zuidelijk daarvan gelegen kantondelen. Het Berner Oberland is een populaire bestemming voor toeristen uit de hele wereld.

## Geschiedenis
De term 'Berner Oberland' gaat terug tot de oprichting van het kanton Oberland door Napoleon met de hoofdstad Thun in het jaar 1798. Vijf jaar later werd met de Mediationsakte het Kanton Oberland door Napoleon zelf weer verenigd met het kanton Bern. Echter, het gevoel van saamhorigheid van de "Oberländer" is gebleven. Dat komt ook de geografische afbakening en het toerisme dat enkele tientallen jaren later in opkomst kwam. Het Berner Oberland is nog steeds het gemakkelijkst te bereiken vanuit het noorden via Thun en de autosnelweg die het gebied ontsluit.

## Geografie

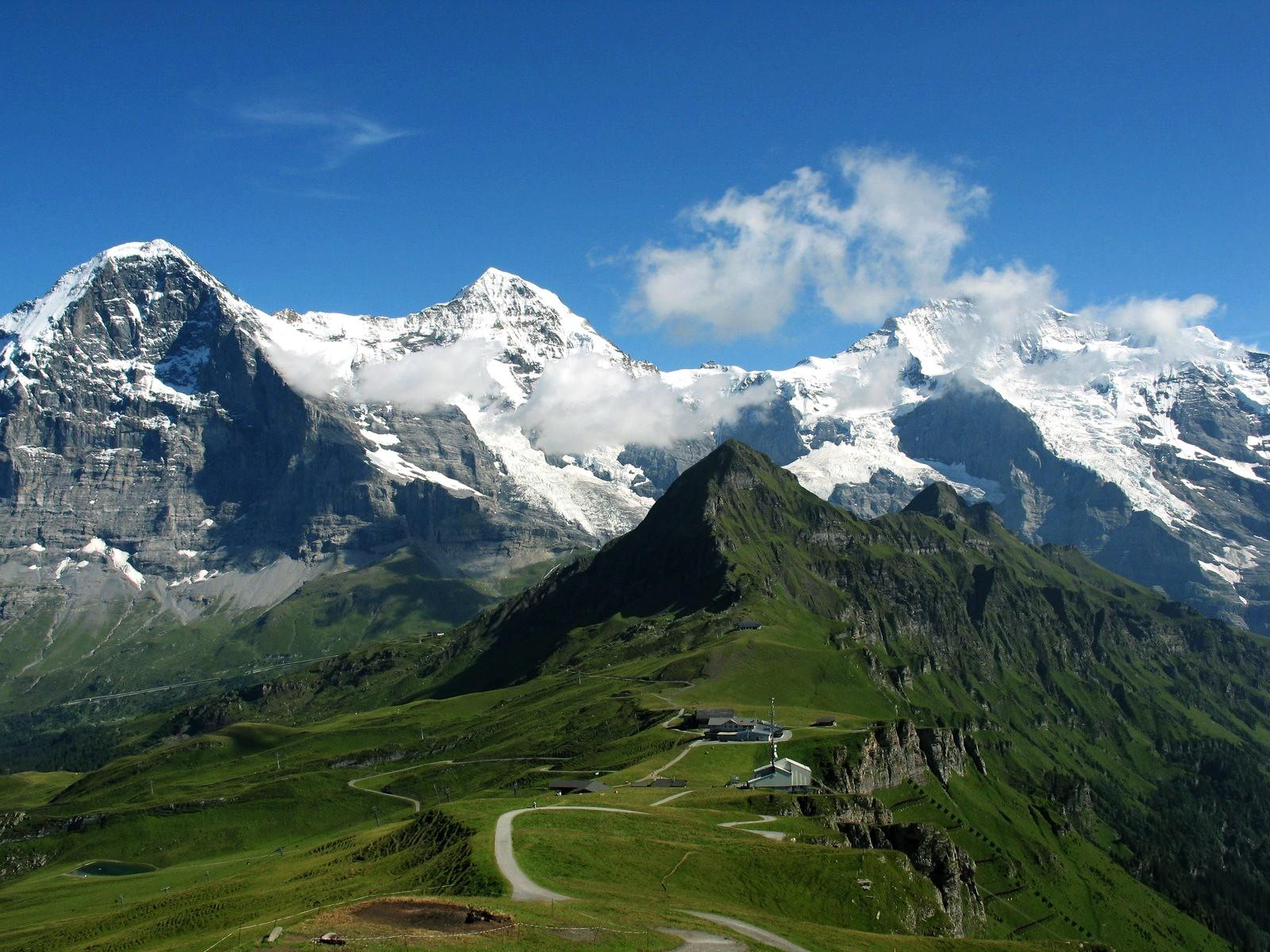
Eiger, Mönch en Jungfrau achter de Tschuggen en Lauberhorn.

Het Berner Oberland wordt aan de zuidzijde gekenmerkt door een reeks van dalen die van de hoofdkam van de Berner Alpen naar het noorden afdalen. In het westen wordt het gebied afgesloten door de Waadtländer en Freiburger Voralpen en de Gantrischgroep. In het noordwesten verheft de Stockhornkette zich bruusk uit het Berner Mittelland. Aan de noordzijde van het Meer van Thun lijkt het gebied afgesloten te worden door de bergkammen van de Sigriswilgrat met Sigriswiler Rothorn (2051 m) en de Güggisgrat met als bekendste top de Niederhorn (1950 m), waartussen het Justistal ligt en Brienzergrat ten noorden van de Meer van Brienz. De Brienzergrat loopt van de Harder Kulm (1322 m) via de Augustmatthorn (2137 m) naar de Brienzer Rothorn (2350 m) en wordt begrensd door de Brünigpas. Achter deze bergketen ligt het dorp Habkern met de Lombachalp dat tot de bestuurskring Interlaken-Hasliberg behoort. Alle bergketens ten noorden van de meren zij onderdeel van de Emmentaler Alpen. Tussen Steffisburg bij Thun en de Sigriswiler Rothorn zijn er weinig markante hoogten, die het gebied duidelijk afbakenen. De Hohgantgroep (2197 m) is de uitzondering. Vanaf de Brünigpas tot aan de Grimselpas is het gebied onderdeel van de Urner Alpen, waaronder het Gental en Gadmental met de Süstenpas en de bergtoppen op de kantongrens: Glogghus (2534 m), Titlis (3238 m), Sustenhorn (3503 m), Hinter Tierberg (3445 m), Tieralplistock (3382 m) en Mittler Gästenhorn (3184 m).
Het Berner Oberland omvat het afvoer- en dalgebied van de alpine Aare en haar zijrivieren in het zuiden van het Kanton Bern. De Aare ontstaat in het zuidoosten van het Berner Oberland uit de Ober- en Unteraargletsjer en via onder andere de meren Oberaarmeer, Grimselmeer, het Meer van Brienz en het Meer van Thun verlaat zij boven Thun aan de noordwestzijde het gebied. De belangrijkste zijrivieren zijn van west naar oost de Saane, Simme, Kander, Lütschine en de Emme vanaf de Lombachalp bij het dorp Habkern. De eerste twee stromen pas na Bern in de Aare, de Emme mondt erin uit na Solothurn.

## Bestuursregio Oberland

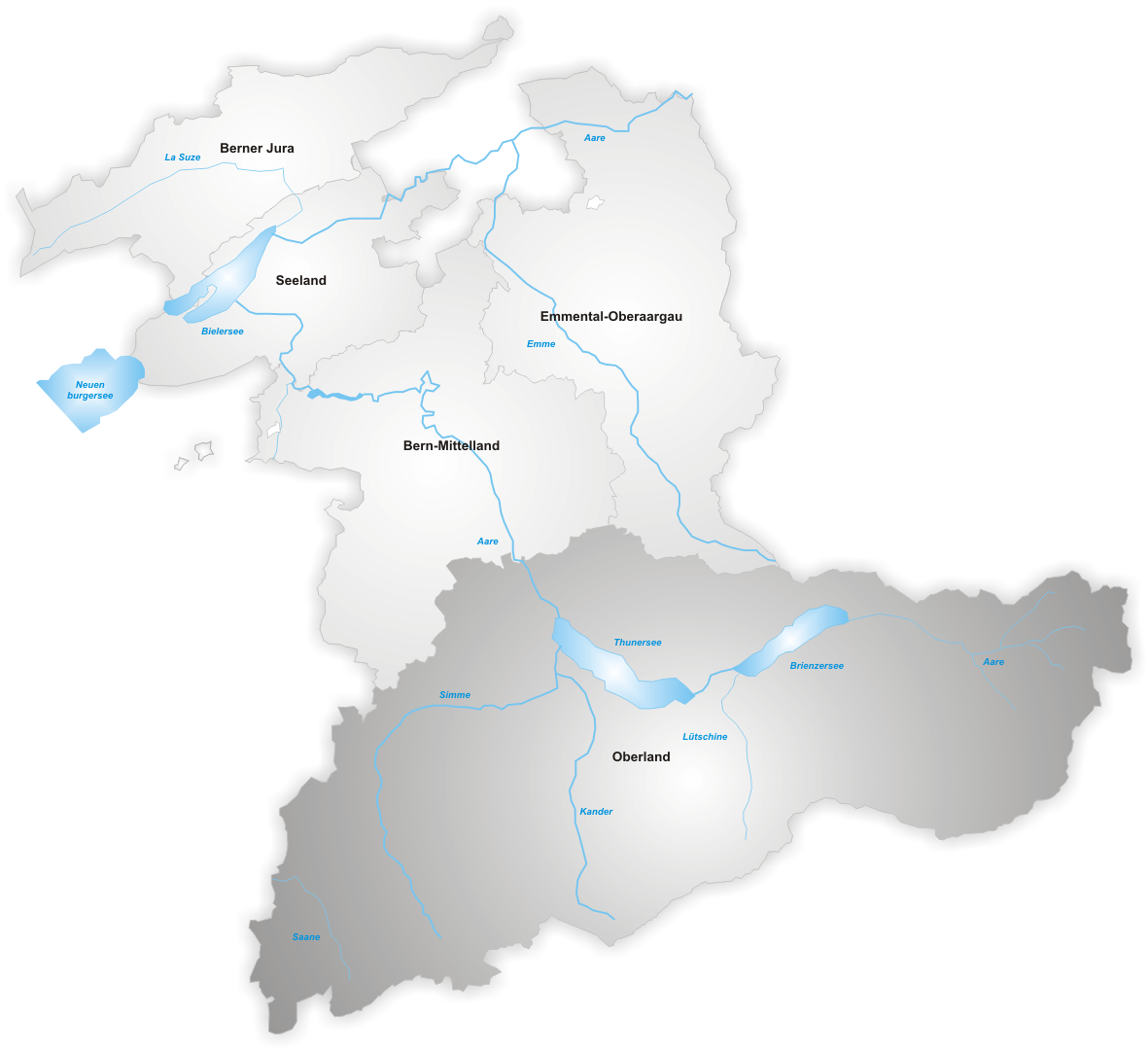
Bestuursregio Oberland

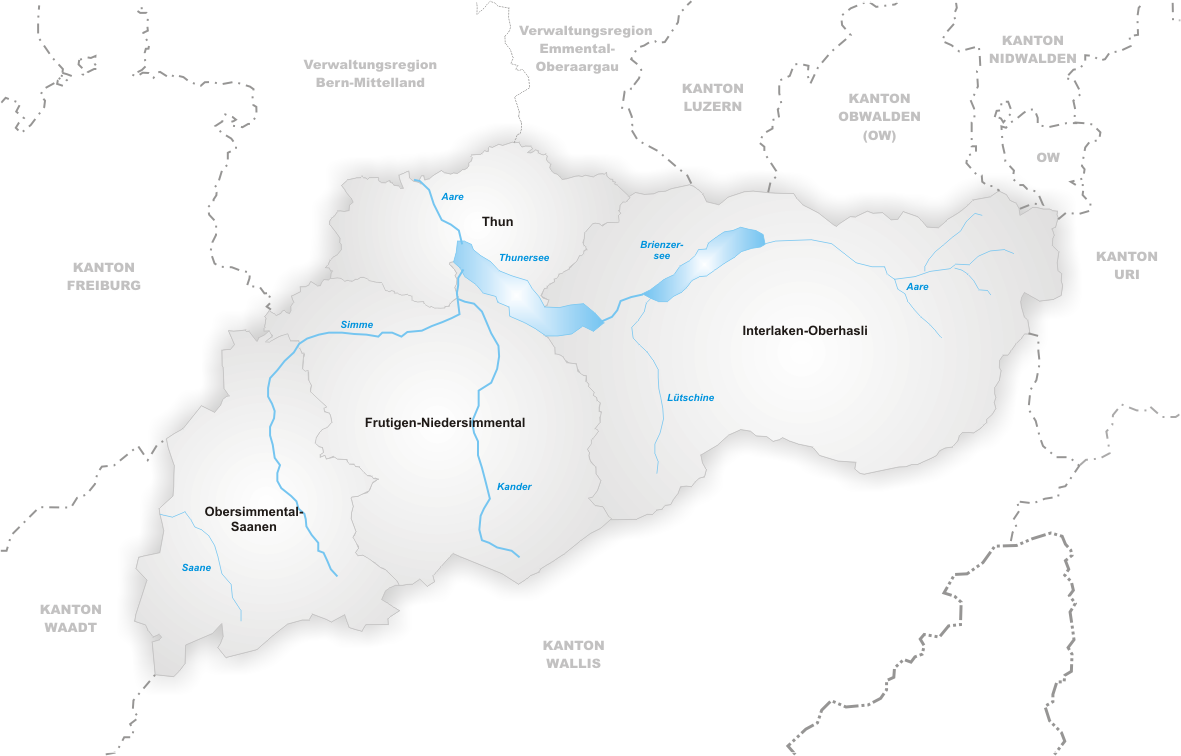
De districten van de bestuursregio Oberland

De Verwaltungsregion Oberland in het kanton Bern werd op 1 januari 2010 ingesteld en omvat vier districten of Verwaltungskreise met een totaaloppervlakte van 2899,64 km²:
| Naam van 'Verwaltungskreise' | Inwoners (31 dec. 2015) | Oppervlakte (km²) | Aantal gemeenten |
| ---------------------------- | ----------------------- | ----------------- | ---------------- |
| Frutigen-Niedersimmental     | 39.685                  | 773,93            | 13               |
| Interlaken-Oberhasli         | 47.368                  | 1228,93           | 29               |
| Obersimmental-Saanen         | 16.686                  | 574,88            | 7                |
| Thun                         | 106.739                 | 321,90            | 35               |
| Total (4)                    | 208.538                 | 2899,64           | 84               |

## Vlag van het Berner Oberland

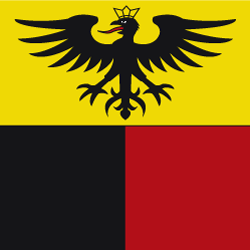
Vlag van het Berner Oberland

De vlag van het Berner Oberland werd door de architect Bernhard von Rodt uit Wabern ontworpen en op 29 Mei 1953 door Regeringsraad van het kanton Bern officieel erkend.

## Verkeer
Het wegennet is niet erg uitgebreid. Dit komt door de bergen en de totale afsluiting aan de zuidkant. Na de oorlog moesten veel wegen verbeterd worden door de toename van het autoverkeer. Bijna alle alpenweiden zijn voor privéverkeer ontsloten.

### Wegen
Thun is de poort tot het Berner Oberland. Langs deze stad loopt de enige autosnelweg (A6) naar het Berner Oberland. Deze weg stopt bij Wimmis om over te gaan in 'Nationalstrasse 11'. Deze nationaalweg 11 verlaat het kanton Bern weer na Saanen. Enkele kilometers daarvoor gaat vanaf knooppunt Lattigen autosnelweg A8 verder tot Spiez. Vanaf hier gaat de weg verder als autoweg langs de zuidkant van de meren richting Luzern onderbroken door nationaalwegen 6 en 4. Er is ook een aftakking van de A8 van Spiez naar Mülenen, die over gaat in een secundaire weg. In het brede Aaredal bij Thun en zijn er ook een tiental andere wegen die toegang geven, omdat het terrein hier heuvelachtig is. Vanuit het Emmental zijn er maar enkele kleine wegen die toegang geven. De hoofdkam van de Berner Alpen is grotendeels een onoverkomelijke barrière bij het reizen naar het zuiden. De toegangswegen aan de west-, zuid- en oostkant zijn daarom voornamelijk passen:
- Schallenberg (1167 m) richting Schangnau - wel in het Kanton, niet in het gebied van het Berner Oberland.
- Brünigpas (1008 m) op de grens met het kanon Luzern. Het hele jaar toegankelijk.
- Sustenpas (2224 m) op de grens met kanton Uri. Alleen zeker open in de zomer.
- Grimselpas (2164 m) op de grens met kanton Wallis. Alleen zeker open in de zomer.
- Col du Pillon (1546 m) 2,2 km over de grens in kanton Waadt/Vaud. Het hele jaar toegankelijk.
- Saanenmöser (1279 m) in de nationaalweg 11 tussen Zweisimmen en Saanen richting Rougemont en Chateau d'Oex in het Kanton Waadt. Het hele jaar toegankelijk.
- Jaunpas (1509 m) 2,2 km voor de grens met het Kanton Freiburg. Het hele jaar toegankelijk.

Vroeger werden nog andere passen gebruikt waarover de goederen per lastdier werden getransporteerd. De belangrijkste pas, die als wandelweg veel wordt gebruikt, in de hoofdkam van de Berner Alpen is de Gemmipas tussen Kandersteg en Leukerbad. Ook de Lötschenpas tussen het Gasterntal voorbij Kandersteg naar Ferden in het Lötschental en de Rawilpas van Lenk via Fortunau richting Sion zijn mooie wandelpassen.

### Openbaar vervoer

#### Scheepvaart
Op het Meer van Thun en Brienz zijn schepen actief voor het vervoer van personen. Het Berner Oberland was vroeger vanaf Thun grotendeels alleen via het water of via passen voor lastdieren toegankelijk. De bergwanden langs het Meer van Thun lopen op sommige plaatsen aan beide zijden steil op uit het water. Vervoer over water was tot de komst van stoomschepen handwerk. Trekschuiten met paardenkracht, zoals in Nederland gebruikelijk, is er niet mogelijk. Vanaf 31 juli 1835 ook ten dele met de opkomst van het toerisme, is de eerste raderstoomboot 'Bellevue' op het Meer van Thun in de vaart gekomen om goederen en personen te vervoeren naar Interlaken en andere plaatsen aan het meer. In 1839 ging de raderstoomboot 'Giessbach' op het Meer van Brienz van start. Er zijn nu meerdere schepen actief, geëxploiteerd door de BLS. Goederen gaan nu grotendeels over weg en spoor.

#### Treinverkeer
Het Berner Oberland kenmerkt zich door het grote aantal spoorlijnen. Ze zijn ontstaan uit verschillende particuliere initiatieven met kleine trajecten, die ieder een eigen spoorbreedte kozen. Een van de redenen om voor een smalspoortrajct te kiezen is de mogelijkheid om kleinere bochten te maken op de grillige berghellingen zodat er ook minder dure kunstwerken (dammen en bruggen en tunnels) en ingrepen in de rotswand nodig zijn.

##### BLS en SBB
De BLS (Bern-Lötschberg-Simplon) is vanouds een spoorwegonderneming. Nog steeds rijdt materieel van de BLS over haar traject door de Lötschbergtunnel, van 1913 tot 2007 de enige ontsluiting van het Berner Oberland aan de zuidkant door de Berner Alpen. Speciale treinen vervoeren auto's tussen Kandersteg en Goppenstein in het kanton Wallis. Door de Zwitsers wordt dit de Autoverlad genoemd. Het is nog steeds een goed alternatief om Wallis te bereiken en terug natuurlijk. In middels wordt het lange afstandsgoederenvervoer grotendeels door de Lötschberg-basistunnel afgehandeld. Het tunneltraject gaat over 34.6 km van Frutigen naar Raron in het kanton Wallis. Het langeafstandsverkeer wordt inmiddels uitgevoerd door de Schweizerischen Bundesbahnen (SBB CFF FFS), zoals op alle normaalspoorlijnen in het Berner Oberland. Het regionaalverkeer op hun eigen lijnen wordt verzorgd door BLS AG.
Onderdeel van de BLS-trajecten is de Spiez-Erlenbach-Zweisimmen Bahn (SEZ), dit spoor loopt door het Simmental. In het Berner oberland had de BLS ook buslijndiensten. De bussen van de BLS zijn hier niet meer actief. Het Station Interlaken Ost is het eindpunt de BLS/SBB-lijn. Hier zijn alleen aansluitingen op smalspoorlijnen.

##### MOB
In Zweisimmen kan overgestapt worden op de Montreux-Oberland-Bahn (MOB) naar Lenk en Montreux in het kanton Waadt. Overstappen is nodig omdat de MOB gebruikmaakt van een smalspoorlijn.
Spiez is een belangrijk knooppunt, omdat hier enkele spoorlijnen samenkomen: Vanuit Brig, Zweisimmen, Bern en Interlaken. De laatste twee plaatsen liggen op de Spoorlijn Thun - Interlaken van de BLS/SBB.

##### Zentralbahn
Met de Zentralbahn is een reis mogelijk via Brienz naar Luzern. De trein rijdt over de Brünigpass. Tot 2004 was deze lijn dan ook bekend onder de naam SBB Brünigbahn. Er is een aftakking naar Meiringen.

##### MIB
Vanaf Meiringen is er de korte spoorlijn van de Meiringen-Innertkirchen Bahn (MIB) naar Innertkirchen, die in principe gebouwd was voor bedrijfsgebruik van de KWO.

##### BOB
Vanuit Interlaken Ost zijn Grindelwald en Lauterbrunnen te bereiken met de Berner Oberland Bahn (BOB). In Zweilütschinen wordt de trein ontkoppeld om verder te gaan naar de twee afzonderlijke bestemmingen, op de terugweg worden de delen weer gekoppeld. Deze trein doet ook treinknooppunt Wilderswill aan.

##### WAB
Tussen Grindelwald en Lauterbrunnen rijden nog de smalspoortreinen van de Wengernalpbahn (WAB) via o.a. Wengen en Kleine Scheidegg. Wengen is autoarm en is grotendeels aangewezen op deze spoorlijn. Op Kleine Scheidegg is aansluiting op de Jungfraubahn. Gebouwd tussen 1894-1912, voor een groot deel door een tunnel, rijdt deze trein naar Jungfraujoch. Station Jungfraujoch is het hoogste treinstation van Europa, 3454 m.

##### BLM
Vanuit Lauterbrunnen kon tot 2006 gebruik gemaakt worden van een kabelspoorweg, inmiddels is het traject Lauterbrunnen-Grütschalp een kabelbaan als onderdeel van de Bergbahn Lauterbrunnen-Mürren (BLM). Vanaf Grütschalp rijdt een smalspoortrein naar Mürren vice versa. Mürren ligt op een plateau en is autoarm.

##### Schilthornbahn
Toch is de plaats Mürren niet alleen afhankelijk van de BLM, want er is ook een kabelbaan in 4 secties, die vanuit Stegelberg op de dalbodem van het Lauterbrunnental via Mürren naar de Schilthorn/Piz Gloria gaat.

##### SPB, JB en BRB
Waar bovengenoemde lijnen toegang geven tot steden en dorpen - soms als enige verbinding -, de SPB, JB en BRB zijn puur aangelegd voor toeristische doeleinden. Zie verder onder Toeristische installaties - Spoorwegen.

#### Busverkeer
Het busvervoer is regionaal georganiseerd. Het vervoersbedrijf STI rijdt vanuit Thun naar verschillende plaatsen in de omgeving en heeft verbindingen naar Bern en Interlaken. De postauto verzorgt het stadsverkeer van Interlaken en omgeving en heeft verspreid en wat versnipperd buslijnen, met als belangrijkste plaatsen Spiez, Gstaad en Meiringen. De AFA verzorgt het verkeer tussen Frutigen en Adelboden en omgeving, Lenk en omgeving en de lijn Zweisimmen-Boltigen.

## Toerisme

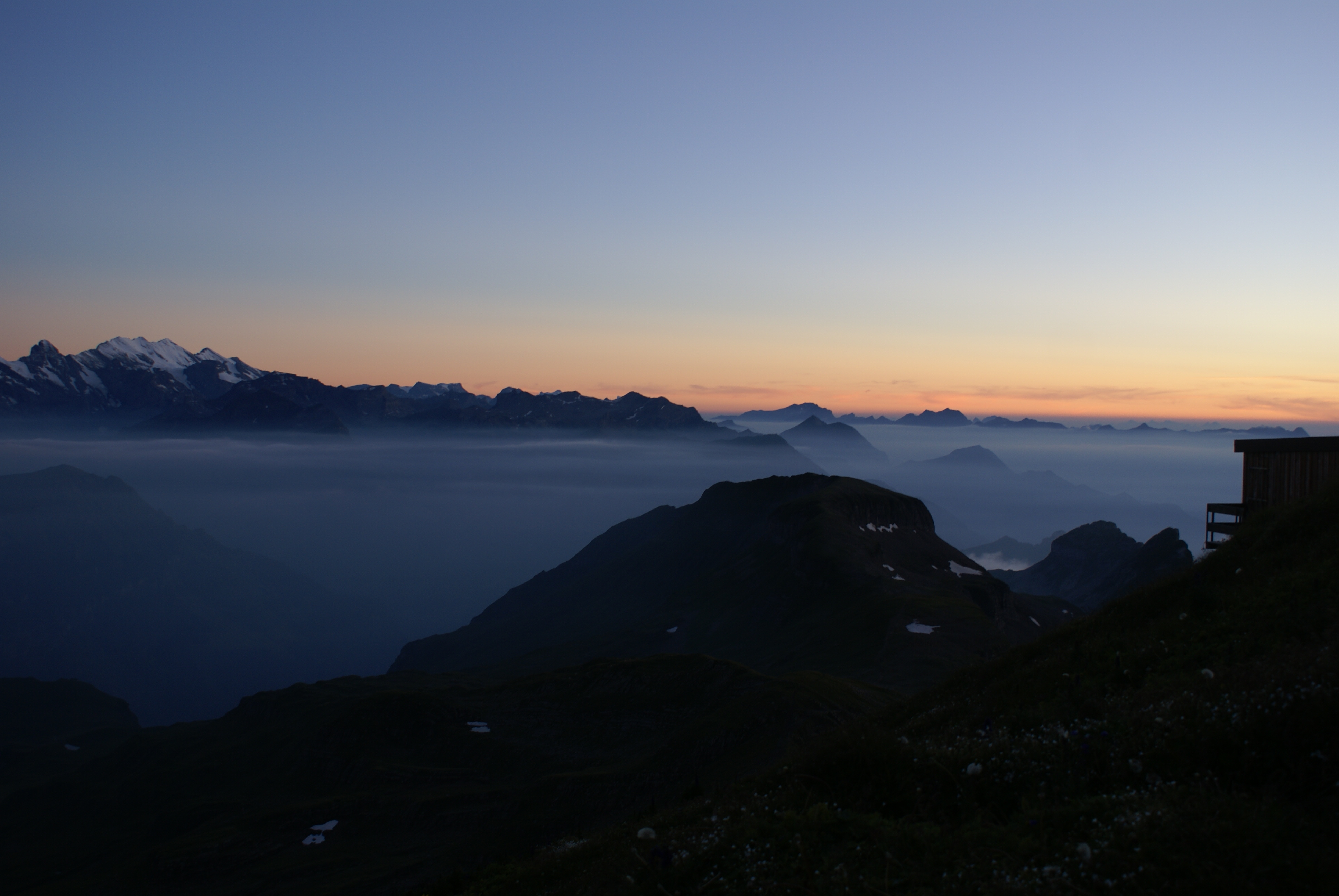
Uitzicht van de Faulhorn op de bergketen van het Berner Oberland

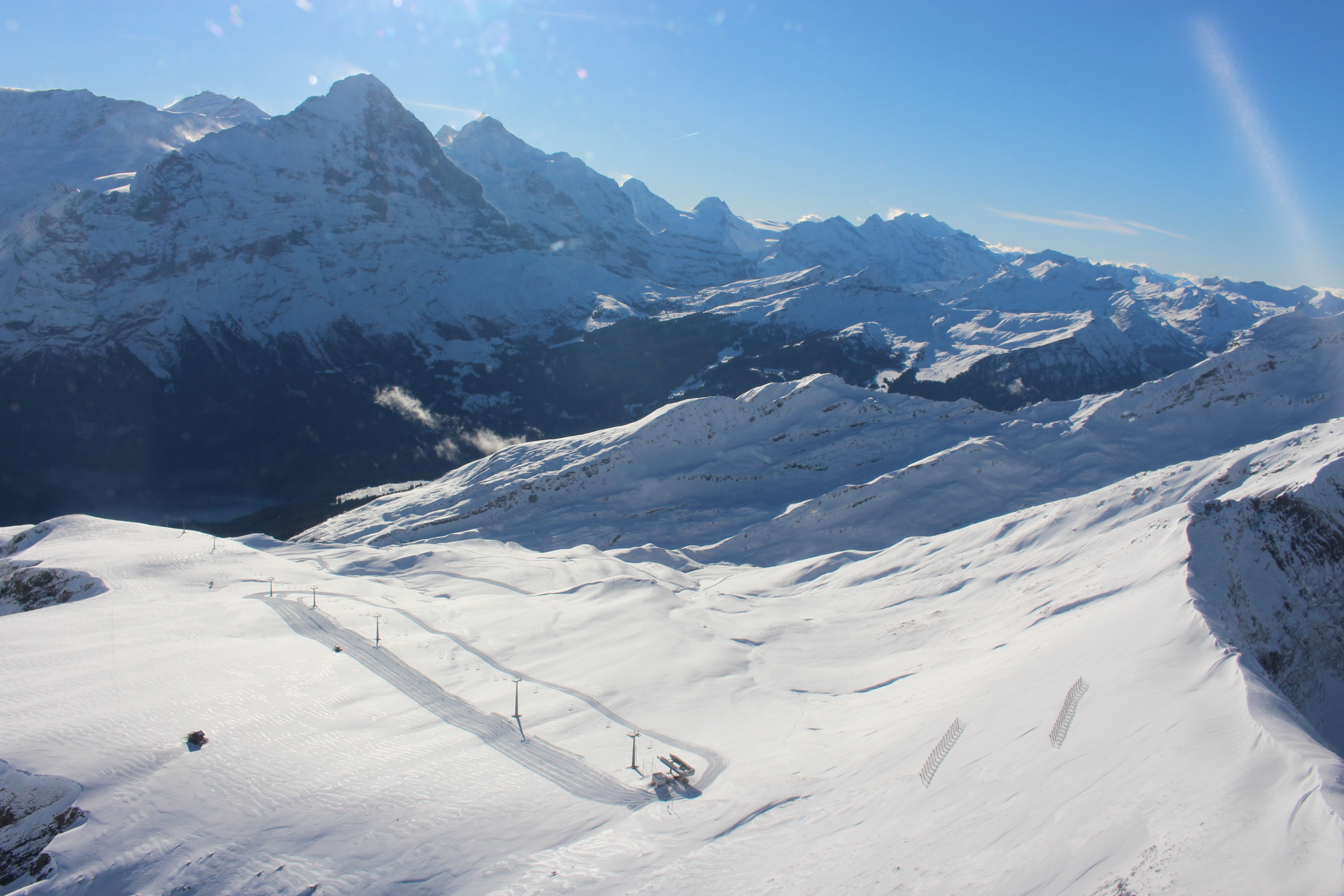
Skipiste bij de Firstbahn in de Berner Alpen met besneeuwde Eiger noordwand

In de middeleeuwen waren de passen van de westelijke Berner Alpen al belangrijke verbindingen tussen het Berner Oberland en Wallis. Omdat de handelaren die van de passen gebruik maakten vaak Alemannen waren hebben nu veel toppen in Franstalig gebied Duitse namen. Hoewel in het noorden alleen de dalen werden bevolkt, werden aan de zuidkant ook delen van de hellingen bewoond.
Het toerisme was aanvankelijk sterk met de wetenschappelijke ontsluiting van het gebergte verbonden. Een van die geleerden was Louis Agassiz. De noordkant van de Berner Alpen werd al in de periodes van de barok en romantiek een reisdoel voor dichters: Goethe, schilders: William Turner en Caspar Wolf. Albrecht von Hallers monumentale gedicht Die Alpen of de Trivialliteratur zoals de romantische vertelling Mimili van Heinrich Clauren hebben bijgedragen aan de bekendheid van het gebied.
Al snel volgde het eerste toerisme. Het alpinisme is in dit gebied ontstaan. De eerste expedities om toppen te beklimmen, zoals naar de Jungfrau in 1811 en Finsteraarhorn, in 1812 en 1829, werden in het gebied georganiseerd.
In het Berner Oberland begon het toerisme eerder dan in Wallis.

### Toeristische installaties
Voor toeristische doelen werden toppen vanaf 1890 door bergbanen ontsloten. De Wetterhorn-Aufzug naar de Wetterhorn was de eerste kabelbaan in Zwitserland. Van de vier oorspronkelijk geplande secties werd alleen de eerste gebouwd. De opening was in 1908, maar deze was maar een paar jaar in bedrijf. Waarschijnlijk ook door de algehele toeristische malaise door het uitbreken van de Eerste Wereldoorlog in 1914. Tot deze oorlog was er een ware bergbaan koorts:
- Spoorwegen
  - Schynige Platte-Bahn (SPB -1893) traject Wilderswil - Schynige Platte, uitzichtspunt en botanische tuin.
  - Jungfraubahn (JB - 1894-1912) traject Kleine Scheidegg - Eigergletsjer (1898) - Rotstock (1899) - Eigerwand (1903) - Eismeer (1905) - Jungfraujoch (1912, 3454 m)
  - Brienz-Rothorn-Bahn (BRB - 1892) traject Brienz - Rothorn Kulm.
- Kabelspoorwegen die voor het publiek toegankelijk zijn:
  - Giessbachbahn (GbB - 1879) traject Giessbachsee, aan het Meer van Brienz - Giessbach
  - Thunersee-Beatenberg-Bahn (TBB - 1889) traject Beatenbucht, aan het Meer van Thun - Beatenberg
  - Bergbahn Lauterbrunnen-Mürren (BLM - 1891) traject Lauterbrunnen - Grütschalp tot 23 April 2006. En treintraject Grütschalp - Mürren.
  - Reichenbachfall-Bahn (RfB - 1899) traject Meiringen - Reichbachfall.
  - Heimwehfluhbahn of Drahtseilbahn Interlaken–Heimwehfluh ('DIB' - 1906) traject Interlaken West - Heimwehfluh.
  - Harderbahn (HB - 1908) traject Interlaken Ost - Harder Kulm.
  - Niesenbahn (NB - 1910) in twee trajecten Mülenen - Schwandegg - Niesen Kulm.
  - Trümmelbachwatervaltunnellift ('TTL' - 1913) traject ingang Trümmelbachfälle - waterval 6/7
  - Allmendhubelbahn of Seilbahn Mürren–Allmendhubel (LSMS-SMA - 1912) traject Mürren - Allmendhubel.
  - Gelmerbahn (KWO - 1926) traject Handegg - Gelmersee.
  - SA Ringgenberg ('SAR' - 2009) traject Ringgenberg Kirchgasse - Burgkirche. Alleen toegankelijk als de kerk open is.
  - Kandersteg Nordic Arena ('KNA' - 2016) traject KNA Eislauf - KNA Schanzen. Alleen toegankelijk voor gemachtigden.

Er zijn ook kabelspoorwegen alleen voor industrieel en militair gebruik.
- Kabelbanen
  - Luftseilbahn Kandersteg-Allmenalp (LKA) Kandersteg – Allmenalp
  - Bergbahn Lauterbrunnen–Mürren (BLM) Lauterbrunnen – Mürren, traject Lauterbrunnen - Grütschalp.
  - Luftseilbahn Reusch – Oldenegg onderdeel van Glacier 3000 bij Gsteig bei Gestaad
  - Luftseilbahn Isenfluh-Sulwald (LiS) Isenfluh – Sulwald
  - Seilbahn Sanetsch (BDG) Gsteig – Sanetsch
  - Elsigenalpbahn of Luftseilbahn Eligbach-Elsigenalp (LEE) Elsigbach (Frutigen) – Elsigenalp
  - Stockhornbahn of Luftseilbahn Erlenbach-Stockhorn (LESt) Erlenbach im Simmental – Chrindi – Stockhorn
  - Pfingsteggbahn officieel Luftseilbahn Grindelwald-Pfingstegg (LGP) Grindelwald – Pfingstegg
  - Luftseilbahn Kandersteg-Sunnbüel (LKS) Kandersteg – Sunnbüel (Gemmi)
  - Luftseilbahn Stechelberg-Mürren-Schilthorn (LSMS) afgekort ook: Schilthorn/Piz Glora. Traject Stechelberg – Gimmelwald – Mürren – Birg – Schilthorn
  - Luftseilbahn Unter dem Birg-Engstligenalp (LUBE) Unter dem Birg (Adelboden) – Engstligenalp
  - Luftseilbahn Wengen–Männlichen (LWM) Wengen – Männlichen
  - Luftseilbahn Meiringen–Hasliberg-Reuti (MHB) Meiringen – Hasliberg - Reuti
- Gondelbanen
  - Gondelbahn Silleren of Adelboden-Sillerenbahn (ASB) traject Adelboden (Oey) - Eselmoos - Bergläger - Sillerenbühl
  - Firstbahn of Berbahn Grindelwald-First (BGF) traject Grindelwald - Bort - Schreckfeld - First
  - Bergbahnen Lenk-Betelberg (BLB) traject Lenk - Stoss - Leiterli/Betelberg
  - Gondelbahn Zweisimmen Rinderberg (BDG) traject Zweisimmen - Eggweid - Rinderberg
  - Gondelbahn Grindelwald–Männlichen (GGM) traject Grindelwald - Holenstein - Männlichen
  - Gondelbahn Kandersteg-Oeschinensee (GKO) traject Kandersteg - Oeschinensee
  - Dorf-Gondelbahn (GUB) Adelboden - Tschentenalp
  - Luftseilbahn Gstaad-Eggli (BDG-LGE) traject Gstaad - Eggli
  - Hahnenmoosbahn (LGHa) traject Geils - Hahnenmoos
  - Luftseilbahn Gestaad-Wispile (BDG-LGW) traject Gstaad - Bodme - Höhi Wispile
  - Rellerligrat-Luftseilbahn Schönried (BDG-RLS) trajact Schönried - Rellerligrat
  - Gruppenumlaufbahn Beatenberg-Niederhorn (GBN) traject Beatenberg - Niederhorn in het verlengde van de BBB
  - Lenk-Rohtenbach-Metsch
- Stoeltjesliften die ook in de zomer in gebruik zijn:
  - Kiental-Ramslauenen (SKRa) traject Kiental - Ramslauenen
  - Wasserngrat (DBG) traject Gstaad - Wasserngrat
  - Horneggli (DBG) traject Schönried - Horneggli

### Skigebieden
De Berner Alpen zijn sneeuwzeker, maar omdat ze steil omhoog steken zijn er relatief weinig skigebieden. De meeste skigebieden in de regio liggen dan ook in de vooralpen. Op de Jungfraujoch kan ook in de zomer geskied worden. De kleinere pistes zijn eigenlijk alleen voor lokaal gebruik en niet ingericht voor massaal gebruik. Een duidelijke scheidlijn is niet te leggen.
- Gstaad 212 km pistes, verdeeld over 8 gebieden: Rinderberg/Saanerslochgrat/Horneggli – Zweisimmen/Saanenmöser/Schönried/St. Stephan (88 km), Relleri - Schönried (19 km), Eggli/La Vidematte - Gstaad/Saanen/Rougemont (58 km), Glacier 3000 - Les Diablerets (25 km) Wasserngrat - Gstaad (9.3 km), Wispile - Gestaad (8.9 km), Lauenen (2.2 km), Heiti - Gsteig bei Gstaad (1.3 km).
- Adelboden-Lenk 173 km pistes, verdeeld over 4 gebieden: Hanenmoos - Adelboden/Lenk (88 km), Engstligenalp - Adelboden (14 km), Bettelberg - Lenk (42 km), en [Elsigen-Metsch] (29 km)
- Jungfrau-Region 206 km pistes, verdeeld over 3 gebieden: Kleine Scheidegg/Männlichen – Grindelwald/Wengen (102 km), First - Grindelwald (53 km), Schilthorn – Mürren/Lauterbrunnen (51 km)
- Meiringen-Hasliberg 60 km pistes.
- Jaunpass-Boltigen 20 km pistes.
- Kandersteg 18 km pistes, verdeeld over 2 gebieden: Oeschinensee - Kandersteg (6 km), Sunnbüel - Kandersteg (12 km)
- Wiriehorn 17,5 km pistes in het Diemtigal.
- Axalp 15 km pistes.
- Aeschiried 12 km pistes.
- Grimmialp 10 km pistes, Diemtigtal.
- Rossberg-Oberwil 10 km pistes.
- Aeschi bei Spiez 10 km piste.
- Sattelegg-Habkern 8 km pistes.
- Kiental 7 km pistes.
- Niederhorn-Beatenberg 6 km pistes.
- Springboden 6 km pistes, Diemtigtal.
- Hohwald-Beatenberg 4 km pistes.
- Faltschen-Reichbach 2,2 km pistes.
- Gadmen 0,5 km piste.
- Guttannen 0,5 km piste.

### Musea
Er zijn heel veel kleine 'heimat'musea in het Berner Oberland. Enkele grotere zijn:
- Openluchtmuseum Ballenberg bij Brienz
- Kasteen Oberhofen - woonmuseum en tuin in Oberhofen
- Tropenhuis in Frutigen
- Zwitsers Houtsnijwerkmuseum in Brienz
- Thunerhof met kunstmuseum in Thun
- Museum voor klokken en mechanische muziekinstrumenten in Oberhofen
- Museum van het Landschap in Saanen
- Schlossmuseum Spiez
- Kunstcollectie Hans und Marlis Suter in Oberhofen
- Skihistorie in Grindelwald

## Landschappelijke bezienswaardigheden
Naast de bekende bergen en dalen van het Berner Oberland zijn er nog enkele ander markante punten.

### Watervallen
- Staubachfall in het dal van de 70 watervallen: Lauterbrunnental vlak bij de kerk van Lauterbrunnen
- Giessbachfall bij Grandhotel Giessbach op de weg naar Axalp of vanaf het Meer van Brienz te bereiken via de Giessbachbahn
- Mürrenbachfall bij Mürren (op het plateau) voorbij Lauterbrunnen (in het dal)
- Buchenbachfall bij Winteregg (op het plateau) voorbij Lauterbrunnen
- Pochtenfall-Kiental in de Gornenbach in het Kiental op de privéweg naar Griesalp
- Pochtenfall-Suldtal in de Lattrejebach in het Suldtal bij Aeschi
- Trümmelbachfälle bij Stechelberg is te bezichtigen met een lift (eigenlijk een kabelspoor, zie hierboven)
- Engstligenfälle bij Adelboden
- Reichbachfall bij Schattenhalb in de buurt van Meiringen
- Iffigfälle bij Lenk

### Kloven
- Aareschlucht bij Meiringen
- Alpbachschlucht tussen Hasliberg en Meiringen
- Gletscherschlucht Grindelwald bij Grindelwald
- Gletscherschlucht Rosenlaui in het dunbevolkte Reichenbachtal te bereiken vanaf Schattenhalb (Meiringen)
- Cholerenschlucht-Tschentebach voorbij Achseten richting Adelboden
- Cholerenschlucht-Hünibach bij Hünibach
- Trümmelbachfälleslucht in het Lauterbrunnedal

### Grotten
- St. Beatus-Höhlen bij Beatenberg
- Zwärgliloch bij Oberwil
- Schnurenloch bij Oberwil
- Mamiloch bij Oberwil

Er zijn nog veel meer grotten in het gebied, soms alleen bereikbaar voor speleologen, waaronder
- Siebenhengste-Hohgant-Höhle bij Habkern

## Enkele regio's en plaatsen
- Haslital met Meiringen, Hasliberg, Innertkirchen
- Meer van Brienz met Breinz, Ringgenberg, Iseltwald
- Interlaken tussen Meer van Brienz, Meer van Thun en de Jungfrau-Region en ontsluit ook Beatenberg en Habkern
- Jungfrau-Region met Grindelwald, Wengen, Mürren, Lauterbrunnental
- Bödeli met Interlaken, Matten, Unterseen, Wilderswil und Bönigen
- Meer van Thun met Thun, Spiez und Beatenberg
- Frutigland met Adelboden, Frutigen, Kandersteg und Kiental
- Simmental met Lenk und Zweisimmen
- Saanenland met Gstaad en Saanen
- Diemtigtal met Oey, Diemtigen en Darstetten